# Christiane Tretter
Pour les articles homonymes, voir Tretter.
Christiane Tretter (née le 28 décembre 1964) est une mathématicienne et physicienne mathématique allemande qui travaille comme professeure à l'Institut de mathématiques (MAI) de l'université de Berne en Suisse et comme directrice générale de l'institut. Ses intérêts de recherche incluent les opérateurs différentiels et la théorie spectrale.

## Formation et carrière
Tretter a étudié les mathématiques, avec une mineure en physique, à l'université de Ratisbonne, obtenant un diplôme en 1989, un doctorat en 1992, et une habilitation en 1998. Sa thèse de doctorat, intitulée Asymptotische Randbedingungen für Entwicklungssätze bei Randeigenwertproblemen zu {\displaystyle N(y)=\lambda P(y)} avec {\displaystyle \lambda } -abhängigen Randbedingungen, a été supervisée par Reinhard Mennicken.
Elle est devenue chargée de cours à l'université de Leicester en 2000. Puis elle a déménagé à l'université de Brême en tant que professeure en 2002 et a pris son poste actuel à Berne en 2006.
Depuis 2008, elle est rédactrice en chef de la revue Integral Equations and Operator Theory (en).

## Livres
Tretter est l'auteure de deux monographies mathématiques, Spectral Theory of Block Operator Matrices and Applications (2008) et On Lambda-Nonlinear-Boundary-Eigenvalue-Problems (1993), et de deux manuels d'analyse mathématique.

## Prix et distinctions
Tretter a reçu le prix Richard-von-Mises de la Gesellschaft für Angewandte Mathematik und Mechanik en 1995.